# Clase Yamato
La Clase Yamato (大和型 Yamato-gata?) fue una clase de acorazados de la Armada Imperial Japonesa construidos y operativos durante la Segunda Guerra Mundial. 
Con un desplazamiento de 73 000 toneladas a plena carga, los buques de esta clase han sido los acorazados de mayor desplazamiento y más fuertemente blindados que se han construido. Además, portaban las piezas de artillería naval más pesadas de toda la historia: nueve cañones de 460 mm, cada uno capaz de disparar proyectiles de 1360 kg a 42 km de distancia. 
Su diseñador fue el almirante Keiji Fukuda, que trazó los planos de la Clase Yamato en 1937 basándose en los estudios de su predecesor Yuzuru Hiraga, responsable de los cruceros pesados japoneses, especialmente la Clase Mogami. Se terminaron dos acorazados de la clase, el Yamato y el Musashi, mientras que un tercero, el Shinano, fue convertido en portaaviones durante su construcción. Un cuarto miembro de la clase, sin bautizar y conocido como Casco Número 111, fue desguazado en 1943 cuando se había llegado al 30 % de la construcción, empleándose en gran parte su acero para transformar el buque de pasajeros alemán Scharnhorst en el portaaviones Shin'yō y para la conversión de los Ise y Hyūga en híbridos acorazado-portaaviones. Del proyectado quinto miembro, identificado como Casco Número 797, nunca se empezó la construcción.
Los planes para crear una Clase Súper Yamato, con cañones de 508 milímetros de calibre, y conocidos provisionalmente como  Casco Número 798 y Casco Número 799, fueron abandonados en 1942.
Debido a la amenaza de submarinos y aeronaves de los portaaviones estadounidenses, tanto el Yamato como el Musashi pasaron la mayor parte de sus carreras en las bases navales de Brunéi, Truk y Kure —aunque fueron utilizados en varias ocasiones como respuesta a los ataques enemigos en bases japonesas— antes de participar en la batalla del Golfo de Leyte como parte de la Fuerza Central del almirante Kurita. El Musashi fue hundido por aeronaves estadounidenses durante el transcurso de la batalla, el Shinano fue hundido por el submarino USS Archer-Fish diez días después de ser asignado en noviembre de 1944, mientras que el Yamato fue hundido en abril de 1945 durante la Operación Ten-Gō.
En vísperas de la ocupación de Japón por las fuerzas aliadas, oficiales al servicio de la Armada Imperial Japonesa destruyeron prácticamente todos los registros, dibujos y fotografías de los acorazados de la Clase Yamato, sobreviviendo tan solo registros fragmentarios de sus características de diseño y otros datos técnicos. La destrucción de los documentos fue tan eficiente que hasta 1948 las únicas imágenes conocidas del Yamato y del Musashi eran aquellas tomadas por aeronaves de la Armada de los Estados Unidos que participaron durante los ataques a dichos acorazados. Aunque algunas fotografías y documentos que no fueron destruidos han aparecido en el transcurso de los años, la pérdida de la mayoría de los registros escritos de la clase ha hecho que su estudio sea complicado. Por ello, la mayor parte de la información obtenida proviene de las entrevistas realizadas a oficiales japoneses después de la rendición de Japón.

## Historia

### Contexto

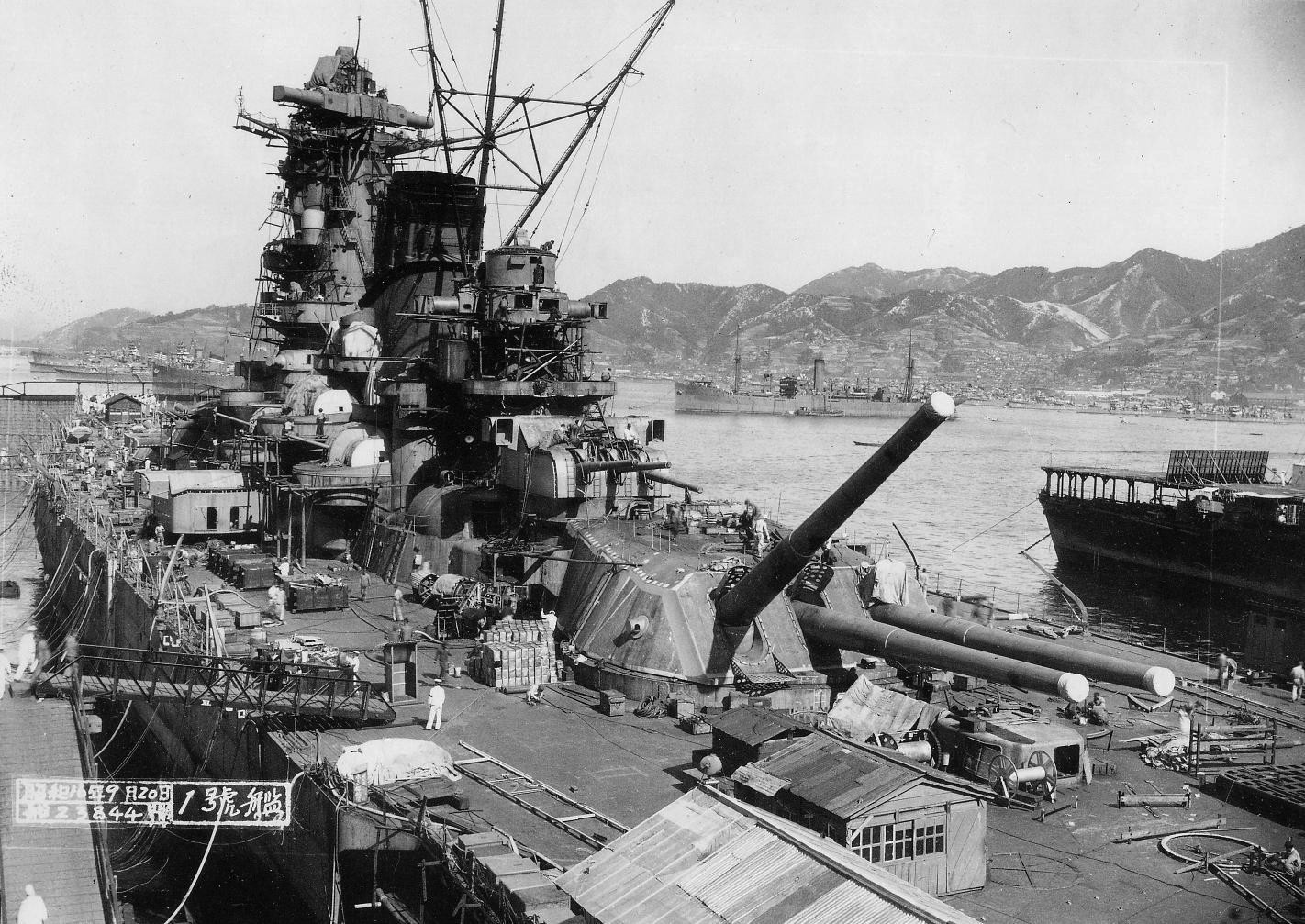
Construcción del Yamato en la base naval de Kure. 20 de septiembre de 1941.

El diseño de la Clase Yamato de acorazados estuvo marcado por los movimientos expansionistas del Imperio del Japón, su poderío industrial y la necesidad de una flota lo suficientemente poderosa como para intimidar a sus adversarios.
Al concluir la Primera Guerra Mundial, numerosas Armadas —entre ellas la de los Estados Unidos, el Reino Unido y el Japón— continuaron y expandieron sus respectivos programas de construcción, que habían comenzado durante el conflicto. Los enormes costos asociados a estos programas presionaron a los jefes del gobierno para llevar a cabo conferencias de desarme. El 8 de julio de 1921, el Secretario de Estado de los Estados Unidos, Charles Evans Hughes, invitó a las delegaciones de las principales potencias marítimas —Francia, Italia, Japón y el Reino Unido— para que se reunieran en Washington D. C. a discutir el posible fin de la carrera armamentística naval. La consiguiente Conferencia Naval de Washington dio como resultado un tratado —el Tratado Naval de Washington—, en el que, entre otras cosas, se limitó el desplazamiento máximo de los barcos que se construirían en el futuro a 36 000 toneladas, así como un calibre máximo de 16 pulgadas (406 mm) para los cañones. También se acordó que los cinco países no construirían más buques durante los próximos diez años y no repondrían ningún buque capital con posterioridad a la firma del tratado hasta que el buque tuviera al menos veinte años de antigüedad.

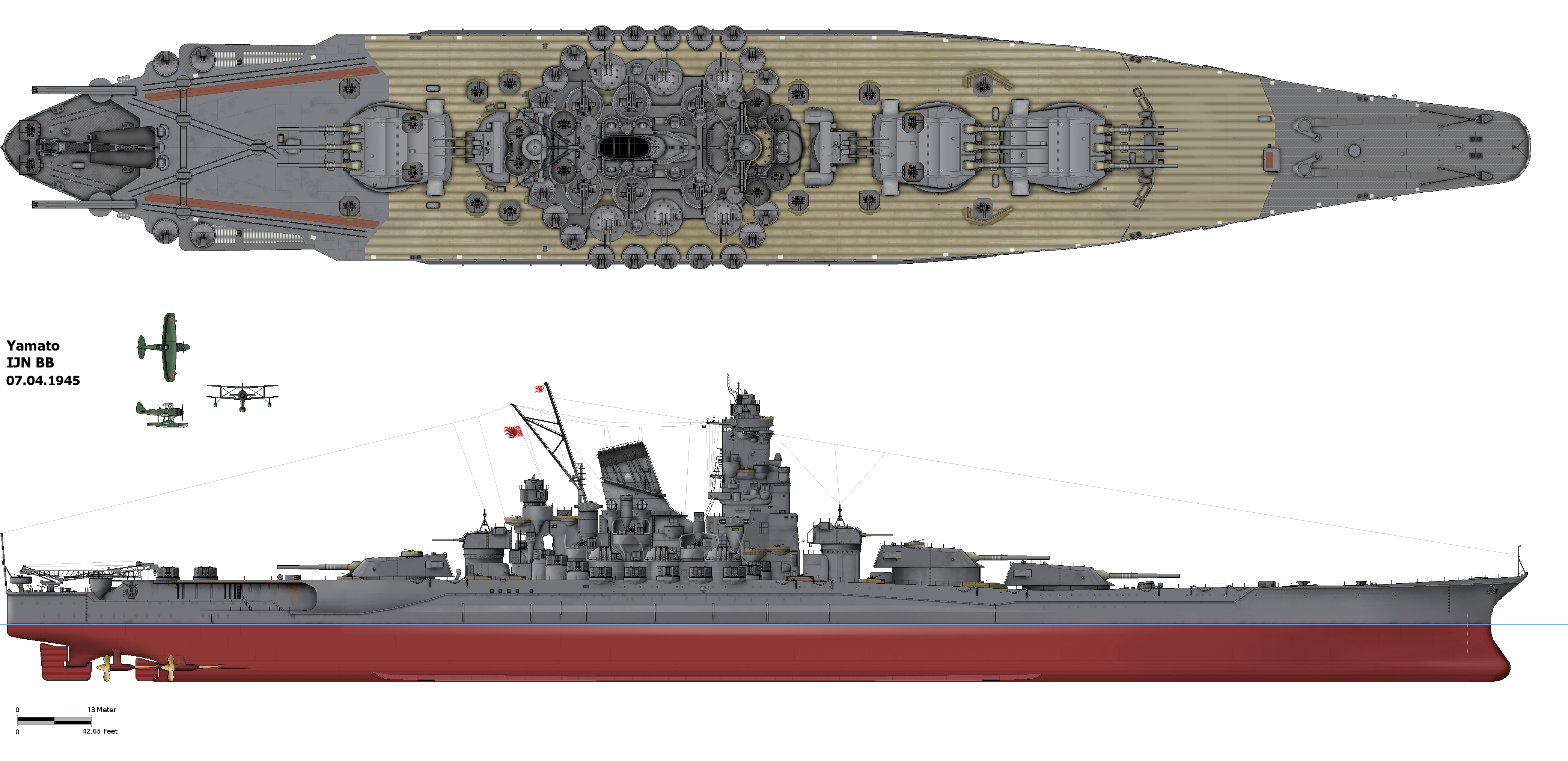
Reconstrucción artística del Yamato, que muestra su apariencia final hacia el 7 de abril de 1945.

En los años 1930, el gobierno japonés comenzó a orientarse hacia el ultranacionalismo militar. Este movimiento abogaba por la expansión del Imperio japonés de tal forma que abarcara el océano Pacífico y el Sureste Asiático. Para mantener dicho territorio —el cual abarcaba 4800 kilómetros desde China hasta las islas Midway— se creía necesario contar con una flota de magnitud suficiente para mantener el control de todo el territorio. Aunque todos los acorazados japoneses anteriores a los de la Clase Yamato habían sido construidos antes de 1921 —el Tratado de Washington en teoría evitaba que fueran construidos más—, todos fueron reconstruidos o modernizados (o ambas cosas) en los años 1930. Tales modernizaciones permitieron, entre otras cosas, velocidad y potencia de disparo adicional, con lo cual los japoneses intentarían conquistar y mantener el imperio deseado. Cuando Japón se retiró de la Sociedad de las Naciones en 1934 debido al Incidente de Mukden, también renunció a todas las obligaciones del tratado sobre el país. Esto significó que ya no tenían que respetar las limitaciones de los tratados y que eran libres de construir barcos de guerra más grandes que aquellos que tenían las otras potencias marítimas.

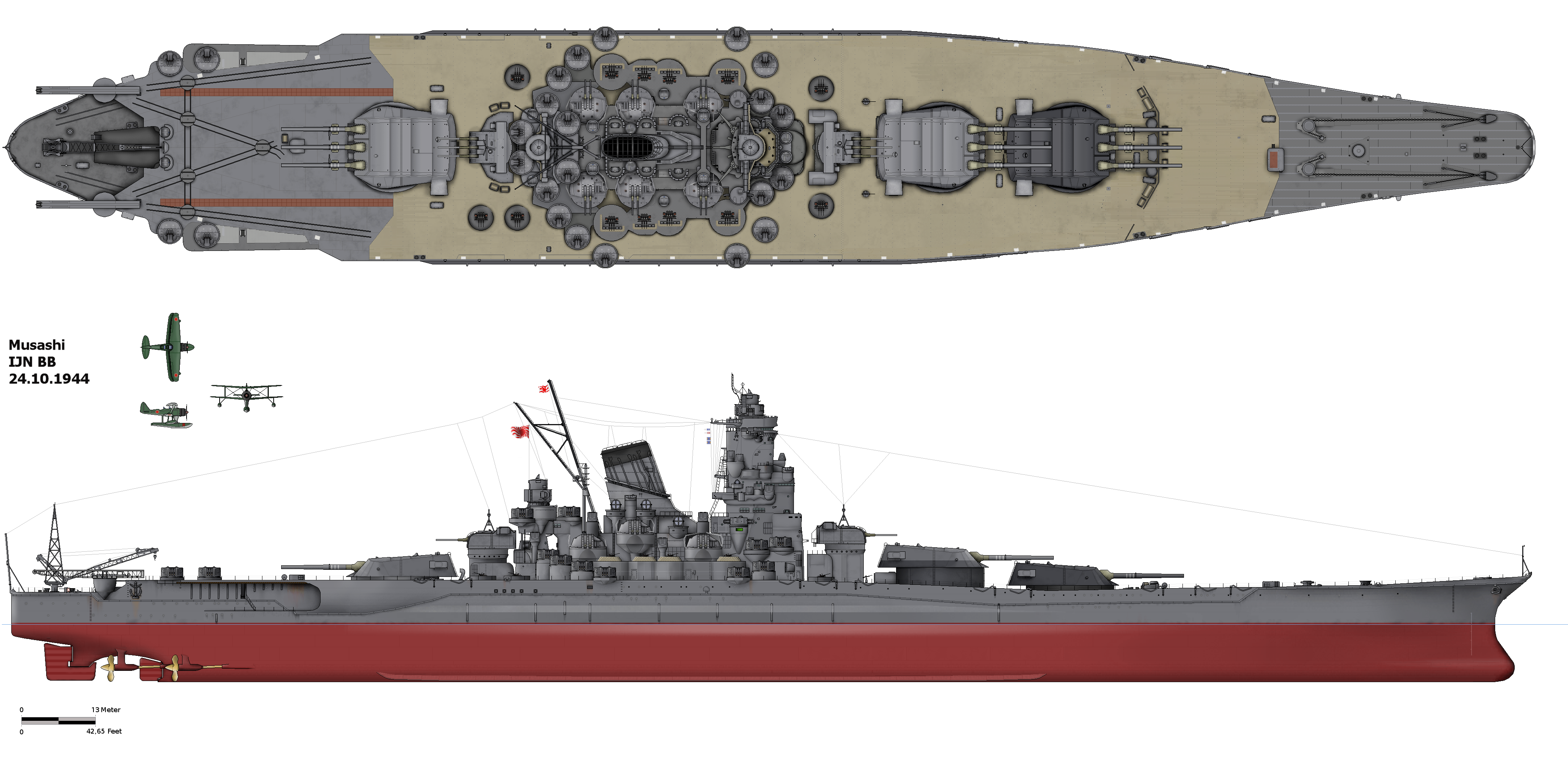
Reconstrucción artística del Musashi, que muestra su apariencia en octubre de 1944.

Dada la necesidad japonesa de mantener colonias productoras de recursos, existía la posibilidad de una confrontación con los Estados Unidos, con lo cual, este país se convirtió en el principal enemigo potencial. Sin embargo, los Estados Unidos contaban con una capacidad industrial mayor que la de Japón, con una producción del 32,2 % mundial, en comparación con el 3,5 % de Japón. Más aún, muchos líderes del Congreso de los Estados Unidos abogaban por sobrepasar al 3 por 1 a los buques japoneses en la carrera naval. Consecuentemente, la capacidad industrial japonesa no tenía posibilidades de competir con la estadounidense, por lo que se necesitaba diseñar nuevos acorazados que fueran superiores individualmente a sus contrapartidas estadounidenses. Cada uno de los acorazados planeados debería ser capaz por lo tanto de entablar múltiples combates simultáneamente, eliminando la necesidad de emplear el mismo esfuerzo industrial que emplearían los estadounidenses en la construcción de más acorazados. Algunos miembros de la Armada japonesa y del mando militar esperaban que estas naves pudieran intimidar a los Estados Unidos para que se apaciguaran frente a las agresiones japonesas en el Pacífico.

### Diseño

Comparación entre naves y edificios.
El edificio del Pentágono.
El RMS Queen Mary 2.
El USS Enterprise.
El LZ 129 Hindenburg.
El Yamato.
El Empire State.
El petrolero Knock Nevis.

Se iniciaron en Japón estudios preliminares para una nueva clase de acorazados tras su salida de la Sociedad de Naciones y su renuncia a los tratados navales de Washington y Londres. Entre 1934 y 1936, se desarrollaron 24 diseños iniciales, que variaban en gran medida en cuanto al armamento, propulsión, autonomía y blindaje. La batería principal era de entre 460 y 410 mm, mientras que el armamento secundario se componía de diferentes variantes, 155, 127 y 25 mm. En la mayoría de los diseños, la propulsión era una combinación híbrida entre motores diésel y turbinas de vapor, aunque un diseño empleaba únicamente una planta diésel y otro turbinas exclusivamente. La autonomía de los diseños, a 18 nudos, oscilaba entre el mínimo de 6000 millas náuticas del A-140-J2 al máximo de 9200 millas náuticas de los A-140-A y A-140-B2. El blindaje también variaba entre la capacidad de ofrecer protección frente al fuego de una pieza de 410 mm a la de resistir el de una de 460 mm.
Tras ser analizados, dos de los 24 diseños originales fueron seleccionados como apropiados, los A-140-F3 y A-140-F4, cuyas principales diferencias estaban sobre todo en la autonomía a 16 nudos de velocidad de 4900 a 7200 millas náuticas, respectivamente. El estudio preliminar que se basaba en estos diseños estuvo listo el 20 de julio de 1936, y ajustes al mismo resultó en el diseño definitivo de marzo de 1937 el cual fue presentado por el vicealmirante Fukuda Keiji. Se decidió finalmente una autonomía de 7200 millas náuticas, y la planta motriz híbrida fue abandonada por una compuesta únicamente por turbinas. Los motores diésel fueron eliminados del diseño debido a los problemas encontrados a bordo del buque nodriza de submarinos Taigei. Sus motores, similares en diseño a los que debían ser montados en los nuevos acorazados, requerían de un elevado esfuerzo para su mantenimiento y reparación, debido a un defecto básico de diseño. Añadido a ello, si los motores fallaban por completo y era necesaria su sustitución, el blindaje de 200 mm que cubría las salas de máquinas hubiese dificultado en gran medida cualquier intento de reemplazarlos.
El diseño final tenía un desplazamiento de 65 000 toneladas, que a plena carga se incrementaba hasta las 71 111, convirtiendo a los buques de esta clase en los mayores acorazados jamás construidos. El diseño indicaba un armamento principal de 460 mm en torretas triples, cuyo peso era superior al de un destructor contemporáneo. Fue aprobado rápidamente por el alto mando naval japonés, que no escuchó las objeciones de los partidarios de la construcción de portaaviones en lugar de acorazados. En total, estaba prevista la construcción de cinco acorazados de la Clase Yamato.

### Construcción
La construcción de las naves de la clase requería, antes que nada, la modernización y el desarrollo de cuatro astilleros —Kure, Nagasaki, Yokosuka y Sasebo— para permitir la construcción de cascos del tamaño planeado.
El Yamato fue construido en tres años y nueve meses en el astillero naval de Kure, donde el dique seco fue cubierto parcialmente con el objetivo de que la construcción se mantuviera en secreto. El Shinano fue construido en Yokosuka y en Nagasaki el Musashi en tres años y cinco meses. El cuarto acorazado, el número 111, estaba destinado a ser construido en Sasebo.

### Buques de la clase

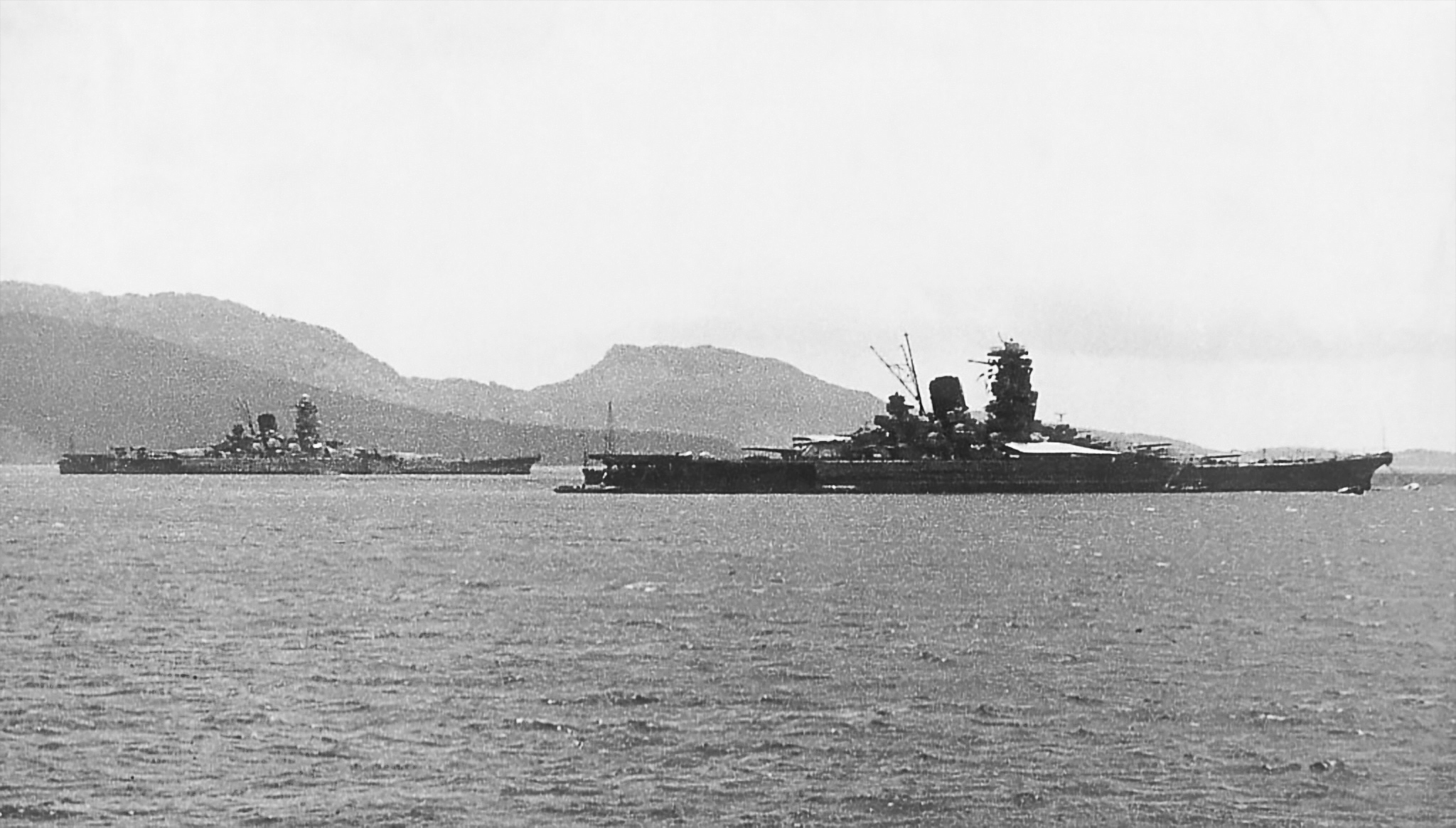
El Yamato y el Musashi anclados en aguas de las Islas Truk en 1943.

Aunque se planearon cinco buques de la Clase Yamato en 1937, únicamente tres de ellos, dos acorazados y un portaaviones, fueron completados. Los tres buques, fueron construidos en extremo secreto para ocultar a los oficiales de la inteligencia estadounidense su existencia y especificaciones; y efectivamente, la oficina naval de inteligencia, solo llegó a saber acerca del Yamato y del Musashi por sus nombres a finales de 1942. En esos primeros momentos, se asumía que las especificaciones de la clase, implicaban una manga de 33,52 metros cuando alcanzaba los 38,71 metros y un desplazamiento de entre 40 000 y 57 000 toneladas, cuando alcanzaba las 69 000 toneladas. Adicionalmente, se estimaba a finales de julio de 1945, cuatro meses después del hundimiento del Yamato, que su armamento principal, estaba compuesto por nueve piezas de 406 mm. Tanto Jane's Fighting Ships como la prensa occidental erraban en las especificaciones de los buques. En septiembre de 1944, Jane's Fighting Ships listaba un desplazamiento para el Yamato y el Musashi de 45 000 toneladas. Del mismo modo, el New York Times y Associated Press estimaban un desplazamiento de 45 000 toneladas para ambos buques y una velocidad de 30 nudos, incluso tras el hundimiento del Yamato en abril de 1945, The Times de Londres, continuaba asignándole al buque un desplazamiento de 45 000 toneladas. Sin embargo, la existencia de los buques y sus supuestas especificaciones tuvieron una gran influencia en los diseñadores navales estadounidenses durante el proyecto de los acorazados de la Clase Montana, cuyos cinco miembros debían ser construidos como contramedida a la potencia de fuego de los Clase Yamato.

#### Yamato

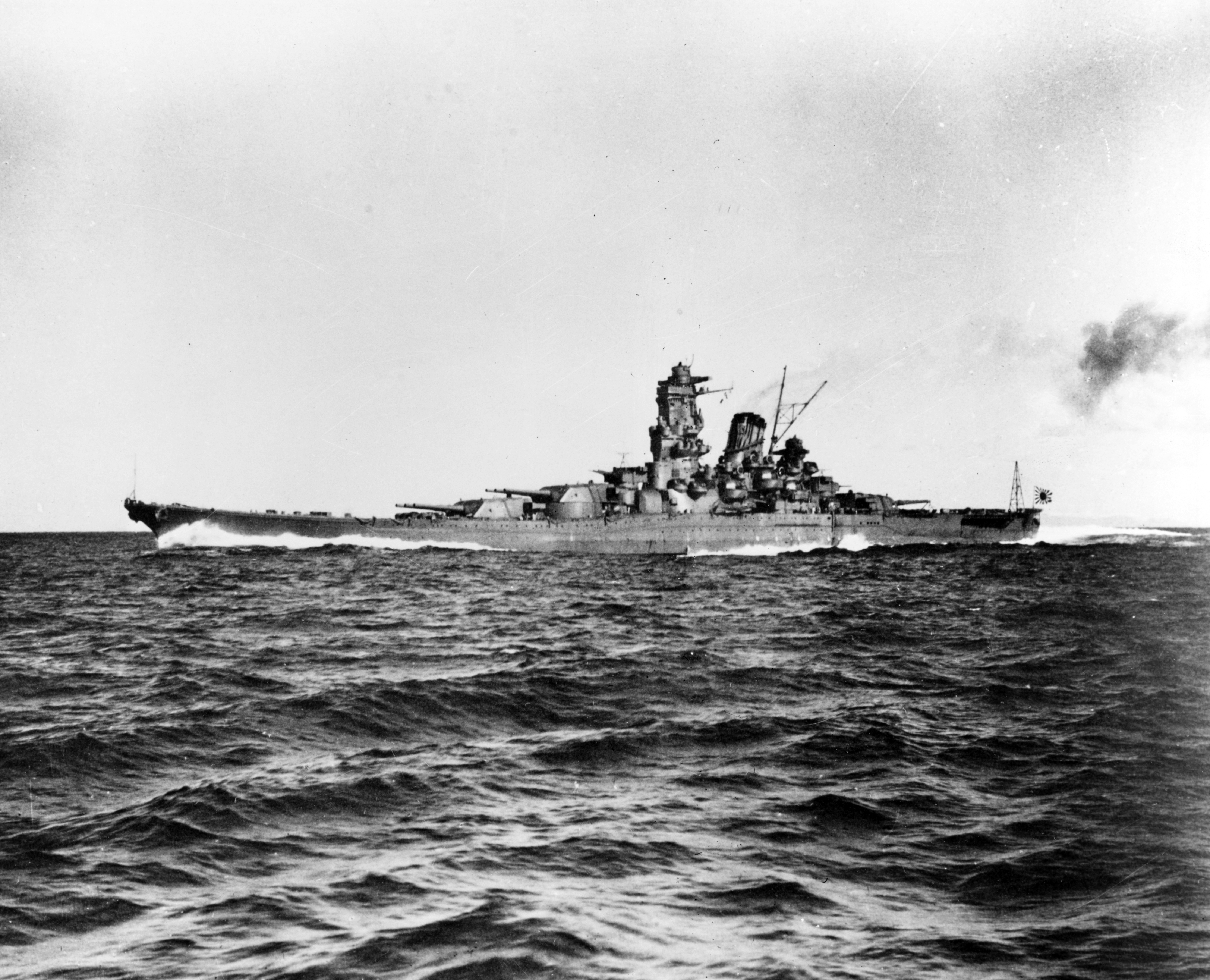
El Yamato realizando pruebas de mar en 1941.

El Yamato (大和?) fue ordenado en marzo de 1937, su quilla fue puesta en grada el 4 de noviembre de 1937, fue botado el 8 de agosto de 1940 y asignado el 16 de diciembre de 1941. Realizó ejercicios de entrenamiento hasta el 27 de mayo de 1942, cuando el buque fue considerado «operable» por el almirante Isoroku Yamamoto. Se unió a la primera división de acorazados, sirviendo como buque insignia de la Flota Combinada durante la batalla de Midway en junio de 1942, aunque no llegó a enfrentarse a las fuerzas enemigas durante la batalla. Los siguientes dos años los pasó repartidos entre las bases navales de Truk y Kure, con su gemelo el Musashi reemplazándolo como buque insignia de la Flota Combinada. Durante este periodo, el Yamato, como parte de la primera división de acorazados, fue desplegado en múltiples ocasiones para contrarrestas los ataques desde portaaviones estadounidenses sobre las islas y bases de Japón. El 25 de diciembre de 1943 sufrió daños importantes por el impacto de un torpedo lanzado por el USS SS-305 (6), lo que le forzó a retornar a Kure para reparaciones estructurales y ser modernizado.
En 1944, tras la modernización extensiva de las baterías secundaría y antiaérea, el Yamato se unió a la segunda flota en la batalla del Mar de Filipinas, en la que sirvió como escolta de la división de portaaviones japoneses. En octubre de 1944, en la batalla del Golfo de Leyte, usó su artillería naval por primera y única vez contra el enemigo, colaborando en el hundimiento del portaaviones de escolta USS Gambier Bay y del destructor USS Johnston antes de retirarse de la batalla la fuerza central. Fue ligeramente dañado en Kure en marzo de 1945. El buque fue de nuevo reequipado, modernizándose su armamento antiaéreo. El Yamato fue hundido el 7 de abril de 1945 por aviones estadounidenses basados en portaaviones durante la Operación Ten-Gō, tras recibir diez torpedos y siete bombas, que le hicieron finalmente zozobrar, lo que provocó la pérdida de 2498 de los 2700 tripulantes que se encontraban a bordo, incluido el vicealmirante Seiichi Itō. El hundimiento del Yamato fue visto como una gran victoria estadounidense, y Hanson W. Baldwin, el editor militar del New York Times, escribió: «El hundimiento del nuevo acorazado japonés Yamato... es la sorprendente prueba —si es que era necesario— de la fatal debilidad de Japón en el aire y en el mar».

#### Musashi

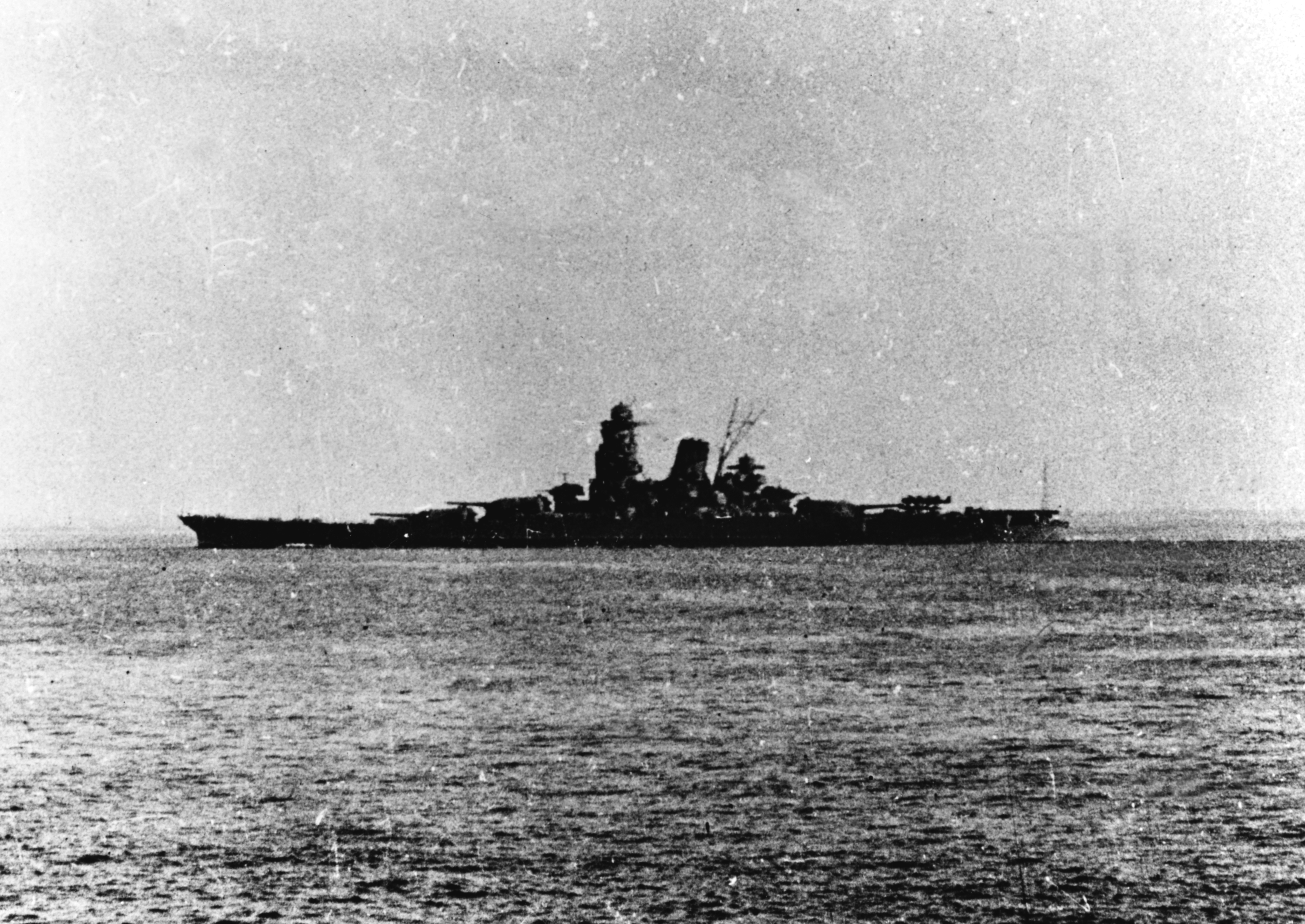
El Musashi partiendo de Brunéi en octubre de 1944.

El Musashi (武蔵?) fue ordenado en marzo de 1937, su quilla fue puesta en grada el 29 de marzo de 1938 y fue asignado el 5 de agosto de 1942. De septiembre a diciembre de 1942 participó en entrenamientos de combate de superficie y antiaéreos en Hashirajima. El 11 de febrero de 1943, el Musashi relevó a su gemelo, el Yamato, como buque insignia de la Flota Combinada. Hasta julio de 1944, el Musashi estuvo moviéndose entre las bases de Truk, Yokosuka, Brunéi, y Kure. El 29 de marzo de 1944 recibió daños moderados cerca de la proa por el impacto de un torpedo lanzado por el submarino estadounidense USS SS-282 (6). Tras reparaciones y modernización, que duraron hasta abril de 1944, el Musashi se unió a la primera división de acorazados de Okinawa.
En junio de 1944, como parte de la segunda flota, escoltó a portaaviones japoneses durante la batalla del mar de Filipinas. En octubre de 1944 abandonó Brunéi como parte de la fuerza central del almirante Takeo Kurita durante la batalla del Golfo de Leyte. El Musashi fue hundido el 24 de octubre durante la batalla del mar de Sibuyan, en la que recibió el impacto de 17 bombas y 19 torpedos, perdiendo la vida 1023 de sus 2399 tripulantes.

#### Shinano

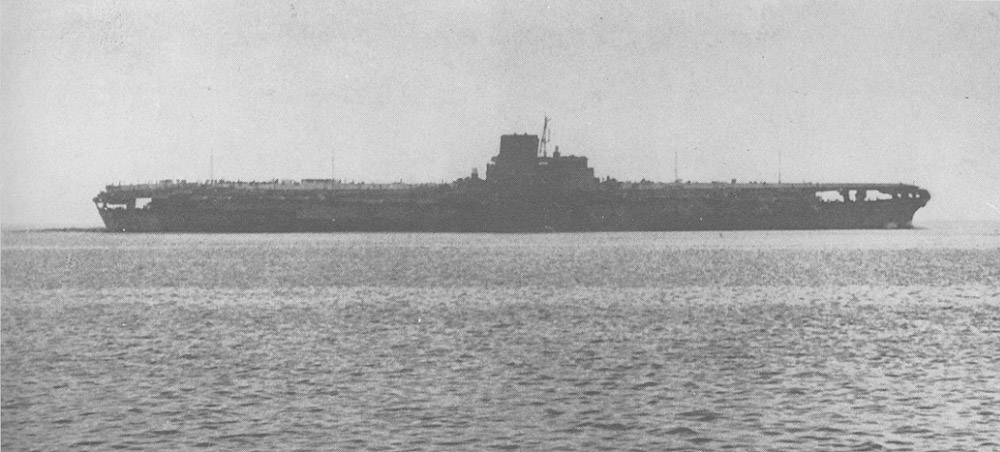
El Shinano en noviembre de 1944.

El Shinano (信濃?), originalmente el buque de guerra 110, fue puesto en grada como el tercer miembro de la Clase Yamato, si bien incluía ligeras modificaciones de diseño. Muchos de los espesores originales de blindaje habían sido ligeramente reducidos, incluidos el cinturón blindado, la cubierta y las torretas. El peso ahorrado en estas zonas se aprovechó para añadir más protección a otras áreas, como el control de tiro, y los puestos de observación. Adicionalmente, el armamento secundario de cañones de 127 mm de los dos primeros Yamato fue reemplazado por los cañones de 100 mm/65 calibres Tipo 98. Aunque estos cañones eran de menor calibre, eran significativamente mejores, ya que tenían una mayor velocidad de salida, más alcance, mayor techo al ser utilizados como artillería antiaérea y mayor cadencia de disparo.
En junio de 1942, tras la derrota de Japón en Midway, se suspendió la construcción del Shinano, y el casco fue gradualmente reconstruido como portaaviones. Fue diseñado como portaaviones de apoyo de 64 800 toneladas, capaz de transportar, reparar y repostar flotas aéreas de otros portaaviones. Aunque estaba previsto que fuera asignado a comienzos de 1945, la construcción del buque se aceleró tras la batalla del mar de Filipinas. Como resultado, el Shinano fue botado el 5 de octubre de 1944 y asignado poco más de un mes después, el 19 de noviembre. El Shinano partió de Yokosuka con rumbo a Kure nueve días después. A primeras horas de la mañana del 29 de noviembre, el Shinano fue alcanzado por cuatro torpedos procedentes del USS Archerfish. Aunque los daños parecían razonables, el pobre control de la inundación hizo que comenzara a escorar a estribor, y poco antes del mediodía zozobró y se hundió con 1435 de los 2400 tripulantes a bordo. Hasta el día de hoy, el Shinano es la mayor unidad naval hundida por un submarino.

#### Buques de guerra número 111 y 797
El buque de guerra número 111 no llegó a recibir nombre. Fue planeado como el cuarto miembro de la Clase Yamato y el segundo que implementaba las mejoras del Shinano. La quilla del buque fue puesta en grada tras la botadura del Yamato en agosto de 1940, y se continuó con su construcción hasta diciembre de 1941, cuando Japón empezó a cuestionarse su ambicioso programa de construcción de buques capitales con el inicio de la guerra, al resultar más difícil de obtener los recursos esenciales en la construcción del buque. Como resultado, del casco del cuarto buque solo fue completado un 30 %, hasta que fue apartado y desguazado en 1942. Los materiales recuperados fueron utilizados en la conversión del Ise y del Hyūga de acorazado a híbrido acorazado-portaaviones.
El quinto miembro de la clase, el buque de guerra número 797, estaba planeado como un Shinano mejorado, pero nunca llegó a ser puesto en grada. Adicionalmente a las modificaciones realizadas al Shinano, le habrían sido retiradas dos torres de 155 mm para añadir nuevas piezas de 100 mm; los autores William Garzke y Robert Dulin estiman que se habían desplegado 24 de estos cañones. El Yamato fue modificado en 1944 siguiendo este patrón.

#### Resumen de los barcos de la clase
| # barco | Nombre          | Construido por                   | Puesta en grada        | Botado                 | Asignado                |                                                                                                   |
| ------- | --------------- | -------------------------------- | ---------------------- | ---------------------- | ----------------------- | ------------------------------------------------------------------------------------------------- |
| 1       | Yamato (大和?)  | Arsenal Naval Kure               | 4 de noviembre de 1937 | 8 de agosto de 1940    | 16 de diciembre de 1941 | Hundido durante la Operación Ten-Gō el 7 de abril de 1945                                         |
| 2       | Musashi (武蔵?) | Astillero Mitsubishi en Nagasaki | 29 de marzo de 1938    | 1 de noviembre de 1940 | 5 de agosto de 1942     | Hundido durante la batalla del Golfo de Leyte el 24 de octubre de 1944.                           |
| 110     | Shinano (信濃?) | Arsenal Naval Yokosuka           | 4 de mayo de 1940      | 8 de octubre de 1944   |                         | Construcción detenida en la primavera de 1942. Convertido en portaaviones en septiembre de 1942.  |
| 111     |                 | Arsenal Naval de Sasebo          | 7 de noviembre de 1940 |                        |                         | Descontinuado en marzo de 1942 y desguazado. Los materiales se utilizaron para el Ise y el Hyūga. |
| 797     |                 |                                  |                        |                        |                         | Clase Kai-Yamato. Cancelado el 30 de junio de 1942                                                |

### Situación actual
Desde 1983 se hicieron esfuerzos para determinar la localización del Yamato, por lo que se entrevistó a seis supervivientes para tratar de ubicar los restos, que fueron localizados en 1984 mediante el uso del sonar, a 365 metros de profundidad, en la posición 30°22′N 128°04′E / 30.367, 128.067. Para el año siguiente se obtuvieron las primeras imágenes de los restos después de su hundimiento. En 1990, un equipo de sumergibles robóticos patrocinado por la NHK logró obtener imágenes más claras de los restos, y en 1999 el Instituto francés para la investigación y explotación del mar (IFREMER por sus siglas en francés), en asociación con TV Asahi, llevó a cabo un examen de los restos con sumergibles tripulados.
El 24 de enero de 2009, la Cámara de industria y comercio de Kure anunció un plan para salvar partes del Yamato mediante un presupuesto estimado en miles de millones de yenes.
Después del hundimiento del Musashi en 1944 en 13°07′N 122°32′E / 13.117, 122.533, no se habían realizado investigaciones para conocer la condición de sus restos debido a la profundidad a la que se encuentra, a más de 800 metros, por lo que se requeriría equipo especializado para su estudio. En 2015, la fundación Paul Allen descubrió los restos a 1000 m de profundidad, los restos del buque están partidos y dispuestos de manera muy similar a los restos del Yamato encontrados en 1984.
El Shinano se hundió a más de 4.000 m de profundidad en las coordenadas 33°07′N 137°04′E / 33.117, 137.067, y desde entonces no se han realizado labores de búsqueda de sus restos.

## Especificaciones

### Superestructura
La superestructura de los Yamato era diferente a la de las construidas anteriormente por la Armada Imperial Japonesa en otros barcos. Sus puentes, con una forma característica de mástil-pagoda, surgieron como resultado de la modernización y reconstrucción del mástil triple frontal.

### Estructura del casco
Para diseñar el casco de los Clase Yamato se llevó a cabo una investigación con distintos modelos para determinar cuál podía proporcionar menor resistencia hidrodinámica, pero al mismo tiempo que brindara un incremento en la eficiencia propulsora. Se crearon alrededor de 50 modelos y se probaron en el Centro de Investigación Técnica Naval en Tokio y de acuerdo al resultado de las pruebas se decidió utilizar un bulbo de proa, único para su época.
Una de las principales características de esta configuración era que proporcionaba al barco una relación grande entre desplazamiento/longitud y una relación pequeña entre velocidad/longitud en comparación con otros acorazados. Además, su coeficiente prismático era de 0,612.

### Armamento

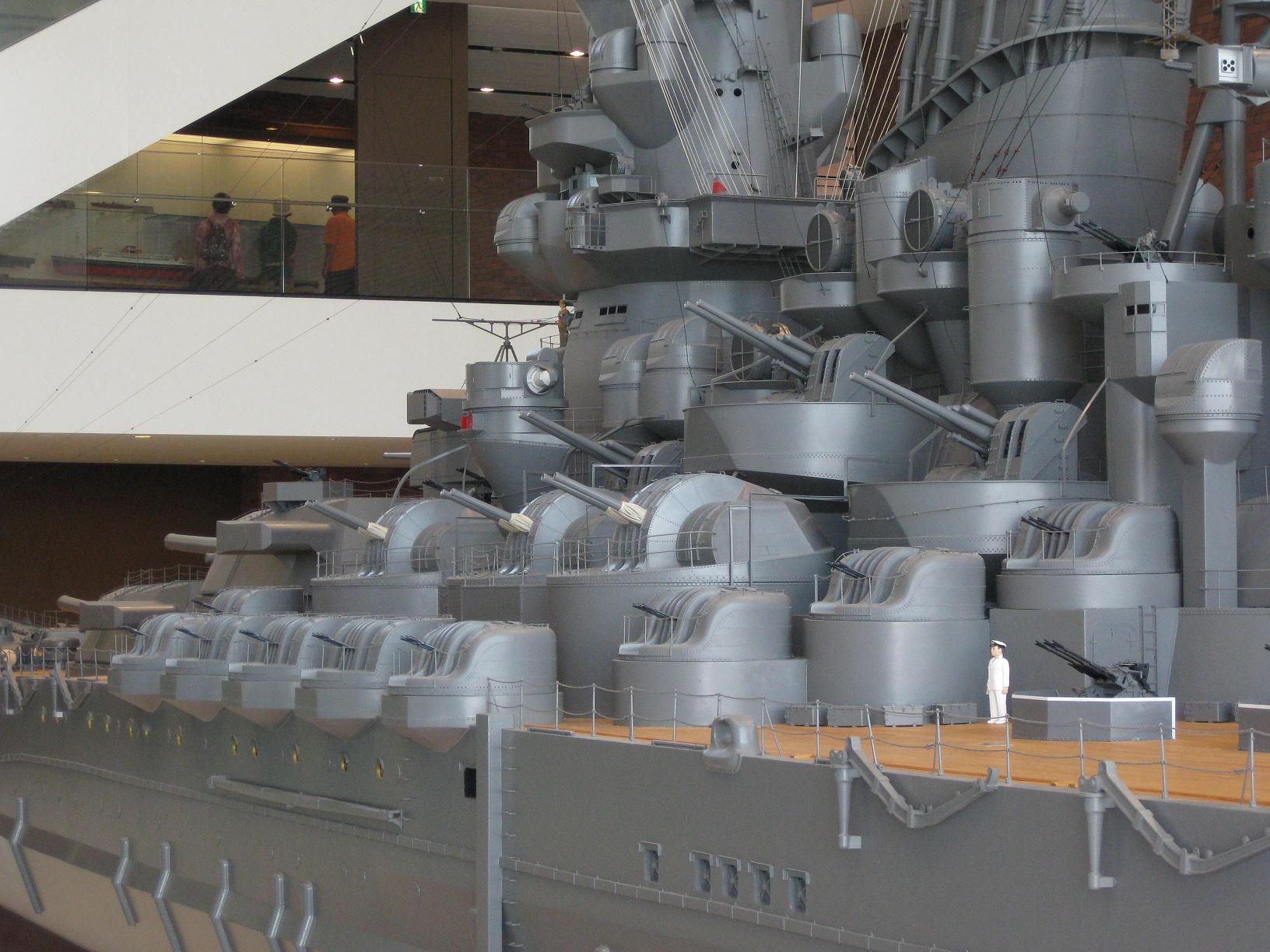
Armamento antiaéreo del Yamato en su banda de babor, tal como se muestra en el modelo del acorazado ubicado en el Museo Yamato de Kure.

Aunque el armamento principal de los Yamato fue designado oficialmente como Tipo 94 de 40 cm/45 calibres, de hecho se trataba de nueve piezas de 460 mm —las mayores empleadas en un buque de combate—, instaladas en tres torretas triples, cada una con un peso de 2774 toneladas. Cada cañón tenía 21,13 metros de largo, y pesaba 147,3 toneladas, y cada una de las torretas pesaba lo mismo que un destructor de buen tamaño. Empleaban proyectiles perforantes de alto explosivo, capaces de alcanzar blancos a una distancia de 42 kilómetros con una cadencia de fuego de entre 1,5 y 2 disparos por minuto. Las baterías principales eran también capaces de disparar la munición antiaérea de 1360 kg conocida como el 3 Shiki tsūjōdan ("Tipo 3 común"). Estos proyectiles podrían haber recibido el apodo de "el enjambre" mientras estuvieron en servicio (Véase: DiGiulian, Tony (23 de abril de 2007). «Japanese 40 cm/45 (18.1") Type 94, 46 cm/45 (18.1") Type 94». Navweaps.com.). Se empleaba una espoleta de tiempo para ajustar la distancia a la que el proyectil estallaría (usualmente un kilómetro). Tras la detonación, cada uno de los proyectiles liberaba 900 tubos incendiarios que se abrían formando un cono de 20° hacia los aviones que se aproximaban. Una carga de demolición destruía la carcasa del proyectil para crear más metralla, tras lo cual los tubos entraban en ignición, ardiendo durante unos cinco segundos a temperaturas de 3000 grados centígrados. Aunque representaba el 40 % de la munición embarcada en 1944, el 3 Shiki tsūjōdan fue empleado solo ocasionalmente debido al excesivo desgaste que disparar este tipo de munición ocasionaba al ánima de los cañones. De hecho, uno de los proyectiles pudo haber estallado prematuramente en el Musashi, inutilizando uno de sus cañones durante la batalla del mar de Sibuyan. El objetivo de los proyectiles era crear una barrera de fuego que los aviones atacantes debían atravesar, aunque los aviadores estadounidenses lo consideraban más un artificio pirotécnico que un arma antiaérea funcional.
En el diseño original, el armamento secundario de los Yamato estaba compuesto por doce cañones de 155 mm en cuatro montajes triples, a proa, popa y ambas bandas, y otros doce cañones de 127 mm en seis montajes dobles, tres a cada banda. Además, el armamento antiaéreo principal estaba compuesto por 24 cañones de 25 mm, ubicados en la zona central del buque. En 1944, el Yamato, único superviviente de la clase, experimentó un significativo incremento en al armamento antiaéreo, dejando la configuración del armamento secundario en seis piezas de 155 mm, 24 de 127 mm, y 162 cañones antiaéreos de 25 mm, quedando preparado para las operaciones en el golfo de Leyte.
El armamento del Shinano era radicalmente diferente del de sus gemelos debido a su conversión. Dado que el portaaviones estaba diseñado para misiones de apoyo, le fue instalado gran cantidad de armamento antiaéreo: 16 cañones de 127 mm, 125 cañones antiaéreos de 25 mm, y 336 lanzacohetes de 50 mm en 28 montajes. Ninguna de estas armas llegó a ser empleada contra buques o aviones enemigos.

### Blindaje
Diseñados para poder enfrentarse a múltiples acorazados enemigos simultáneamente, los Clase Yamato estaban equipados con un pesado blindaje. El cinturón principal, a lo largo de los costados de todo el buque, era de 410 mm de espesor, con la adición de mamparos de 355 mm de espesor tras el cinturón principal. Además, la forma superior del casco era muy avanzada, ya que se curvaba, maximizando eficazmente el blindaje y aportaba rigidez estructural, a la vez que optimizaba el peso. La armadura de las torretas principales sobrepasaba incluso el espesor del cinturón con una coraza de 650 mm de grosor. Las placas de blindaje del cinturón principal, y de las torretas estaban hechas de acero endurecido Vickers, el cual era un blindaje de acero reforzado. El blindaje de la cubierta de 75 milímetros de espesor estaba compuesto por una aleación de níquel-cromo-molibdeno. Las pruebas de balística en tierra en Kamegabuki demostraron que la aleación de la cubierta era superior a las placas homogéneas de Vickers en torno a 10-15 %. Adicionalmente se manipuló el nivel de níquel y cromo de la composición de las placas, lo que permitía que fueran dobladas sin llegar a fracturarse.
El relativamente nuevo procedimiento de la soldadura por arco fue usado extensivamente a lo largo de todo el buque, fortaleciendo la resistencia de las planchas de blindaje. Esta técnica, con la que se fortaleció la estructura del casco de todo el buque, se incluía como respuesta a los datos obtenidos tras las pruebas realizadas tomando como blanco artillero al acorazado Tosa, y a los nuevos proyectiles Tipo 91, los cuales podían recorrer grandes distancias bajo el agua. En total, los buques de la Clase Yamato contenían 1147 compartimentos estancos, de los cuales 1065 estaban bajo la cubierta acorazada.
Sin embargo, el blindaje de los Yamato sufría de carencias que probaron ser fatales entre 1944 y 1945. En particular, la pobre unión entre la parte alta y la parte baja de la cintura blindada, que creaba un punto débil justo debajo de la línea de flotación, lo que les hacía susceptibles de recibir daños mediante torpedos lanzados desde aviones. Estructuralmente, otro punto débil se encontraba cerca de la proa, donde el espesor del blindaje generalmente era más delgado. El casco del Shinano era más débil, ya que tenía un blindaje mínimo y ningún compartimento estanco en el momento de su hundimiento.

### Maquinaria y propulsión
La maquinaria de los buques de la Clase Yamato estaba compuesta por 12 calderas Kanpon, cada una con 12 500 CV. Las calderas estaban dispuestas en cuatro hileras, cada hilera en un cuarto separado. El Yamato contaba con 282 ventiladores, además de que fue el primer barco de guerra japonés en contar con sistema de aire acondicionado. Las calderas accionaban cuatro turbinas de vapor. Éstas hacían girar cuatro hélices de seis metros de diámetro. Esta maquinaria permitía a los buques de la Clase Yamato alcanzar una velocidad de 27 nudos, con una potencia indicada de 147 948 cv, por lo que la capacidad de los Clase Yamato para operar junto a los portaaviones rápidos era limitada. Adicionalmente, el consumo de combustible era muy elevado.
Como resultado, ninguno de los buques fue utilizado en combate durante la Campaña de las Islas Salomón o en las batallas menores entre 1943 y comienzos de 1944. El sistema de propulsión del Shinano fue levemente mejorado, permitiendo al portaaviones alcanzar una velocidad máxima de 28 nudos.

### Maniobrabilidad
La habilidad para virar de los Yamato era superior comparada a la de otros acorazados. Su diámetro táctico era de 640 metros, mientras que su diámetro de avance era de 589 metros. Su período de giro era de 17,5 segundos.
El Yamato contaba con dos timones, uno principal de 46 m², y uno secundario de 16,5 m². Las pruebas de uso de este timón secundario demostraron que era casi incapaz de hacer maniobrar la nave por sí mismo.

### Sensores
Dada la importancia que tenían los Clase Yamato dentro de la Armada, se les proveyó con el equipo electrónico y radares más modernos en Japón.
En septiembre de 1943 se instaló el primer radar en el Yamato, un Tipo 21, conocido como Gō Dentai Kai 3. Se trataba de un radar de búsqueda aérea y de superficie, con un alcance de 120 kilómetros para grupos de aeronaves y 70 para aviones que viajasen en solitario. Sus antenas fueron instaladas en los brazos del director de tiro principal.
Durante la modernización del Yamato en 1944 se instaló un radar de búsqueda en superficie Tipo 22, Gō Dentai Kai 4, con un alcance máximo de 35 kilómetros +/– 700 metros para acorazados, 20 kilómetros para cruceros y 17 kilómetros para destructores, con un margen de error de +/– 5°. Ese mismo año se instaló un radar de búsqueda aérea Tipo 13 Gō Dentai, el cual detectaba grupos a 100 kilómetros de distancia para flotas y 50 para aviones en solitario.
El Yamato estaba además equipado con un sonar Tipo 0, que podía detectar submarinos con el acorazado detenido o cuando avanzaba a muy baja velocidad.

### Aeronaves y catapultas
Los Yamato fueron diseñados para transportar siete hidroaviones Mitsubishi F1M2 y Aichi E13A1, los cuales eran lanzados por dos catapultas de 19,5 metros de largo. Además, una grúa con un brazo de 20 metros de largo era utilizada para sacar a las aeronaves del agua.

### Sistema de inundación y bombeo
El sistema de control de inundaciones instalado en los Yamato en teoría podía estabilizar la nave con una escora de hasta 18,3° y funcionaría de la siguiente manera: la escora resultante por el primer impacto de un torpedo sería reducida a menos de 4° después de los cinco primeros minutos en que el sistema entrara en operación. La escora producida por un segundo impacto podría ser controlada después de los siguientes 30 minutos.
Además, inundando los tanques opuestos de control de daños la nave podría nivelarse 13,8° como máximo. Otros 4,5° de escora podrían corregirse traspasando combustible a los tanques del lado opuesto.

## ClaseSúper Yamato
Dos acorazados de una nueva y mayor clase fueron planeados como parte del programa de reabastecimiento de la flota de 1942. Fueron proyectados bajo el nombre diseño A-150 y con los nombres iniciales de buque de guerra número 798 y buque de guerra número 799. Los planes para el diseño de estos acorazados comenzaron después de que concluyó el diseño de los Yamato, probablemente entre 1938 y 1939. En algún momento de 1941, todo el proyecto estaba "esencialmente completo", pero con la guerra en el horizonte el trabajo en los acorazados fue detenido ante la necesidad de centrarse en otros tipos de buques, como portaaviones y cruceros. Las pérdidas japonesas en la batalla de Midway, donde fueron hundidos cuatro portaaviones del total de diez que poseía la Armada Imperial en aquellos momentos, hizo que fuera evidente que los nuevos acorazados nunca serían construidos. En el tercer libro de su serie Battleships, Axis and Neutral Battleships in World War II, los autores William H. Garzke y Robert O. Dulin afirman que estos acorazados hubieran sido los más poderosos acorazados de la historia, dada su artillería principal de 510 mm y su nutrido armamento antiaéreo.
Al igual que la mayoría de la documentación de los Yamato, la referente a estos buques fue destruida en la confusión que se produjo al final de la contienda. Se sabe que el diseño final incluía una potencia de fuego incluso mayor que en los Clase Yamato, con una batería de seis cañones de 510 mm en tres torretas dobles, y un armamento secundario consistente en "numerosos" cañones de 100 mm. El desplazamiento del buque debía ser similar al de los Yamato, mientras que su cinturón blindado estaba planeado que fuera de 460 mm de espesor.

## Comparación con la ClaseIowa

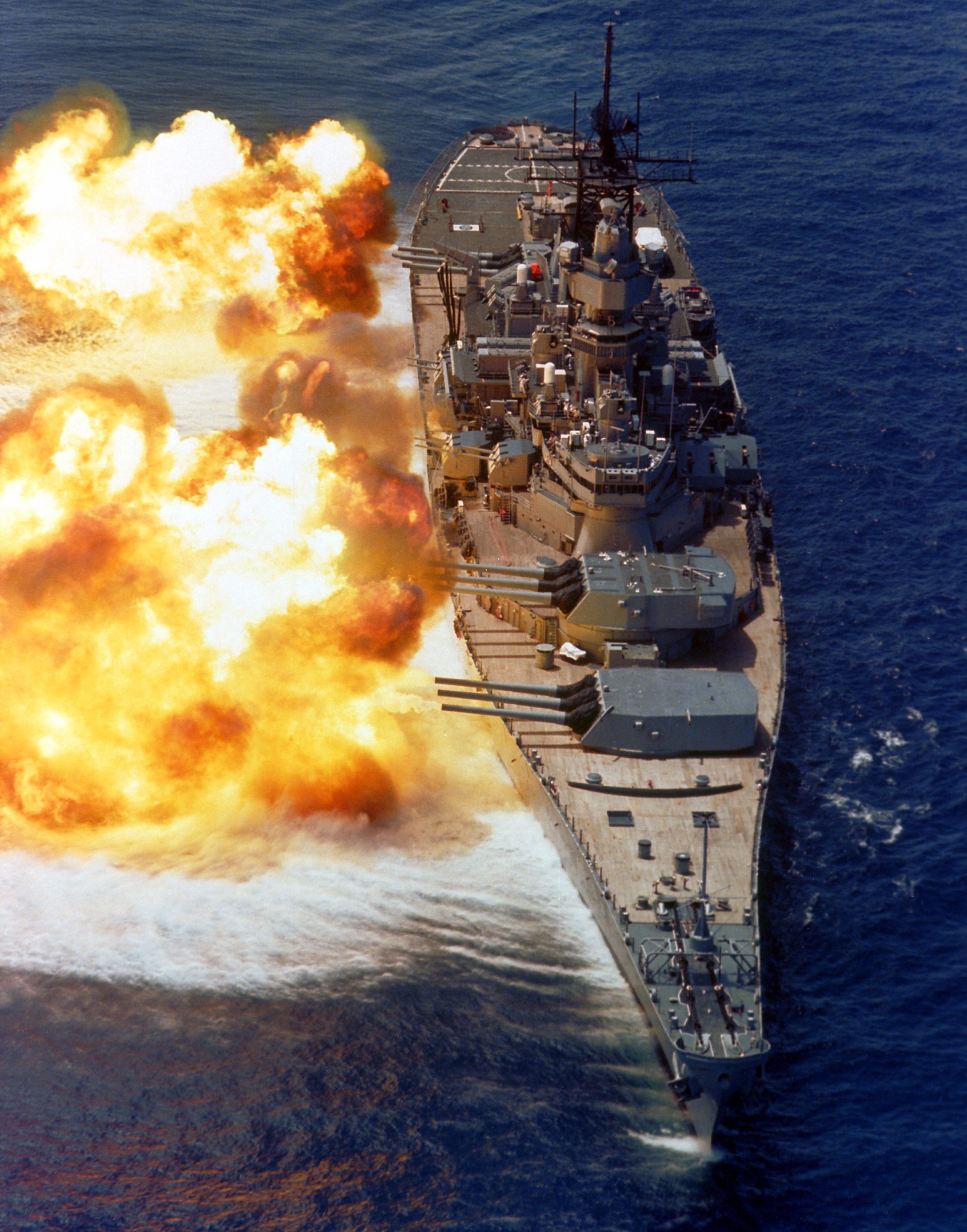
El USS Iowa es frecuentemente comparado con el Yamato.

Los japoneses adoptaron la política de construir acorazados que fueran superiores individualmente a sus contrapartidas extranjeras.

Los estadounidenses no construirán un acorazado que no pueda atravesar el canal de Panamá» aseguró [un oficial que no quiso proporcionar su identidad]. Las esclusas del canal de Panamá tienen un poco más de 108 pies de ancho. Esto impone un límite en la manga, o ancho, de los acorazados estadounidenses, lo que a su vez crea limitaciones en el espesor del blindaje y potencia de los cañones de los barcos estadounidenses.
Nota publicada en HNN el 5 de noviembre de 1937.

La situación en la guerra impidió que los Clase Yamato pudieran enfrentarse con sus contrapartidas estadounidenses, por lo que continuamente se especula con qué acorazado hubiera resultado victorioso en un encuentro entre el Yamato y el USS Iowa. En este teórico enfrentamiento, los historiadores anglosajones por lo general le dan preferencia al Iowa debido principalmente a que, a pesar de su menor desplazamiento, tenía una mayor velocidad y un mejor sistema de dirección de tiro gracias al uso del radar, además de contar con un superior sistema de control de daños.

## Legado cultural

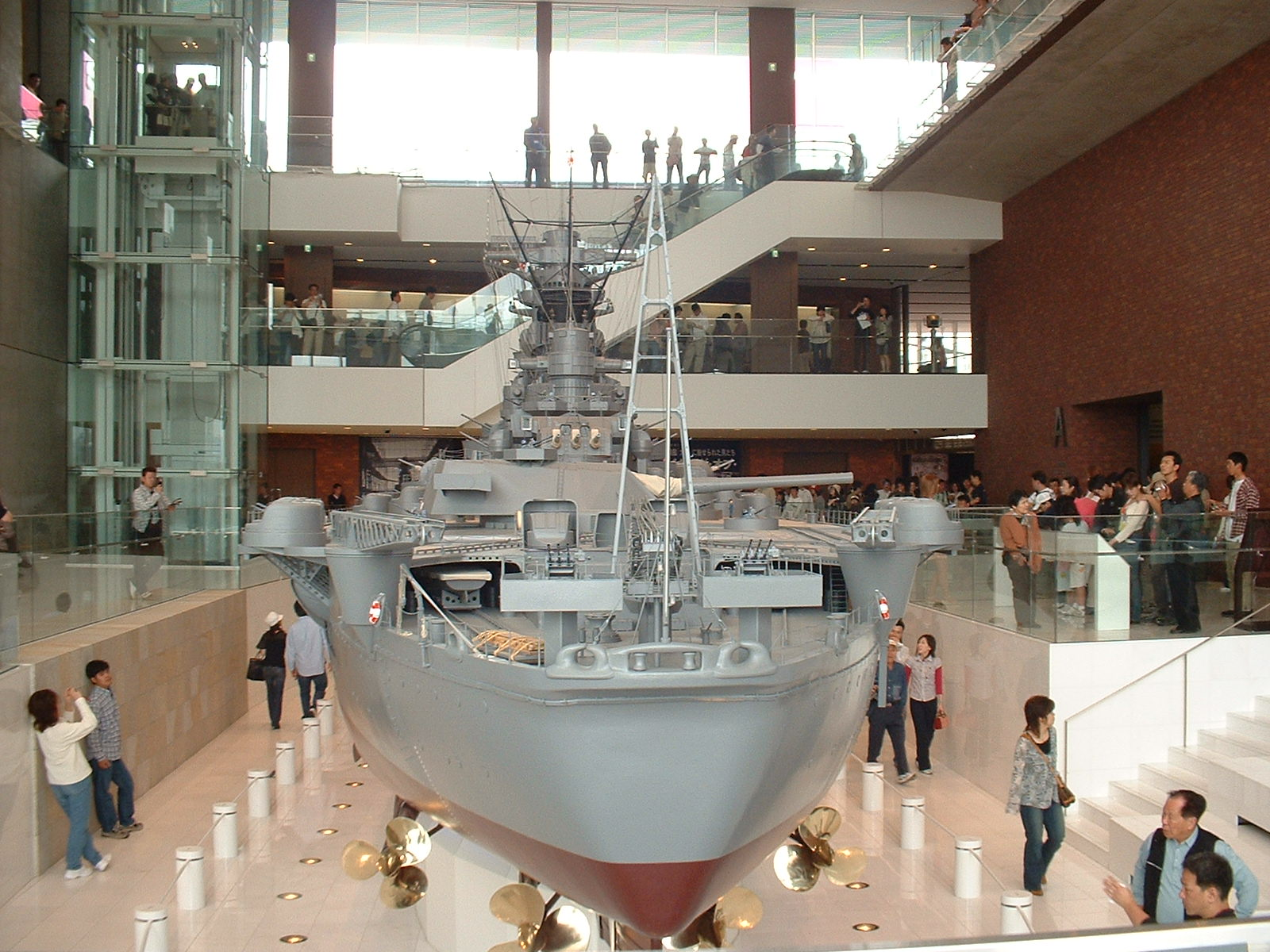
Visitantes del Museo Yamato examinan el modelo a escala 1:10.

Desde su construcción hasta el día de hoy, el Yamato y el Musashi han gozado de una gran presencia en la cultura japonesa, particularmente el Yamato. Al finalizar su construcción, los acorazados se convirtieron en el arquetipo de la ingeniería naval del Imperio del Japón. Además, los dos barcos, debido a su tamaño y potencia, plasmaron la determinación de defender sus intereses en contra de las potencias occidentales, especialmente de los Estados Unidos. Shigeru Fukudome, jefe de la Sección de operaciones del Estado Mayor de la Armada Imperial Japonesa, describió a las dos embarcaciones como «símbolos del poder naval que proveía a oficiales y hombres por igual un profundo sentido de confianza en su Armada».

### En los medios de comunicación
Las apariciones en la cultura popular generalmente relatan la última misión como símbolo de un valiente y desinteresado, pero infructuoso esfuerzo de los marinos japoneses de proteger su tierra natal. Una de las razones por las que quizá el acorazado tiene tanta importancia en la cultura japonesa es porque la palabra "Yamato" era utilizada comúnmente para referirse de una forma poética a Japón. Por consiguiente, el fin del acorazado Yamato puede servir como una metáfora para el fin del Imperio del Japón.
El Yamato, especialmente la historia de su hundimiento, ha aparecido constantemente en la cultura popular japonesa, tanto en el anime Space Battleship Yamato como en la película de 2005 Otoko tachi no Yamato. También destacan las películas Senkan Yamato, dirigida por Yutaka Abe en 1953 y basada en el libro Senkan Yamato-no Saigo, de Yoshida Mitsuru, oficial superviviente del Yamato; y Rengō Kantai, película de 1981 dirigida por Shūe Matsubayashi.

### Museos y memoriales

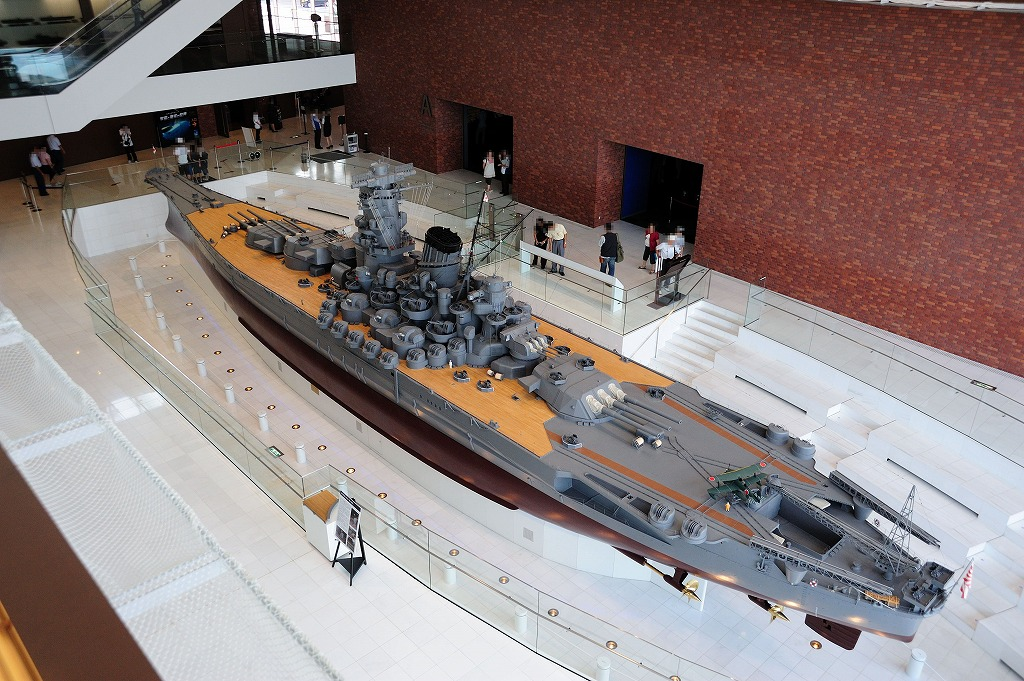
Maqueta escala 1:10 del Yamato en el Museo Yamato.

En 2005 se inauguró el Museo Yamato (大和ミュージアム?), como «un tributo a las habilidades y ciencia de los trabajadores del área que crearon tales maravillas como el Yamato». En el museo se muestran aeronaves, minisubmarinos y otros artefactos, los cuales fueron preservados desde la época de la Segunda Guerra Mundial. La principal atracción es una réplica del Yamato a escala 1:10.
Existen dos memoriales, uno dedicado a toda la Clase Yamato y otro para exclusivamente el Yamato. El primero de ellos se encuentra en Kure como parte del museo e imita el puente y el mástil del acorazado Yamato, además de que se muestran a los lados los proyectiles utilizados tanto por el Yamato como por el Nagato. El segundo memorial se encuentra en el sureste de la isla de Tokunoshima. Construido en 1968 y con forma de torre, está dedicado a los hombres que murieron en todos los barcos de la Flota Especial de Ataque.